# روبرتو ألبانيز
روبرتو ألبانيز (بالإيطالية: Roberto "Nik" Albanese)‏ هو سياسي إيطالي، ولد في نوفمبر 1950، وتوفي في 30 يناير 2016.